# William Weatherspoon
Pour les articles homonymes, voir Weatherspoon.
William Weatherspoon, né le 11 février 1936 et mort le 17 juillet 2005, est un compositeur américain. Il a notamment travaillé pour le label Motown.

## Biographie

### Début de carrière
Entre 1955 et 1960, Weatherspoon fait partie du groupe vocal The Tornados. Ils enregistrent un single pour le label Chess Records en 1956. En 1959, la chanson Geni in the Jug, coécrite par Weatherspoon, est éditée par Bumblebee Records. Après leur séparation, il produit des disques pour le label de Détroit Correc-Tone Records,.

### Motown
Weatherspoon est engagé par la Motown. Il fait fréquemment équipe avec James Dean (en). Le duo compose notamment pour Jimmy Ruffin. Son plus grand succès, What Becomes of the Brokenhearted, est écrit par Weatherspoon avec James Dean et Paul Riser (en). Weatherspoon et Dean composent pour d'autres artistes du label, dont The Marvelettes et Gladys Knight and the Pips. La plupart de leurs chansons sont enregistrées par les artistes les moins expérimentés de l'écurie Motown, comme Edwin Starr et The Contours,.

### Invictus et Hot Wax Records
Weatherspoon travaille ensuite pour les labels Invictus (en) et Hot Wax (en), fondés par les compositeurs Holland-Dozier-Holland après leur départ de la Motown. Avec Angelo Bond, Weatherspoon compose notamment Rip Off et Women Love Rights pour Laura Lee (en) et les titres I'm Not My Brother's Keeper et Sunshine pour The Flaming Ember (en),.

### Retour chez Motown
Revenu chez Motown, Weatherspoon signe deux titres, Go for It et Struck by Lightning Twice, sur l'album Power des Temptations, sorti en 1980. Il compose pour de nouveaux artistes, sans enregistrer de hit majeur,.

### God Touch Publishing
Weatherspoon fonde God Touch Publishing. La société édite des disques de gospel.

## Famille
Son frère John Witherspoon mène une carrière d'acteur.